# International Journal of Green Economics
International Journal of Green Economics (IJGE; Міжнародний журнал зеленої економіки) — міжнародний спеціалізований економічний науковий журнал, присвячений зеленій економіці. Журнал заснований в 2006 р. Інститутом зеленої економіки (Велика Британія).

## Цілі та сфера застосування
Мета видання: розвиток міжнародних емпіричних та теоретичних досліджень в області зеленої економіки; сприяння позиціонуванню економіки в центрі спектру економічних напрямів.
У журналі публікуються оригінальні дослідження, огляди літератури, технічні та управлінські доповіді, повідомлення про конференції та новини.
Періодичність виходу журналу: 4 номери на рік.